# 陳節如

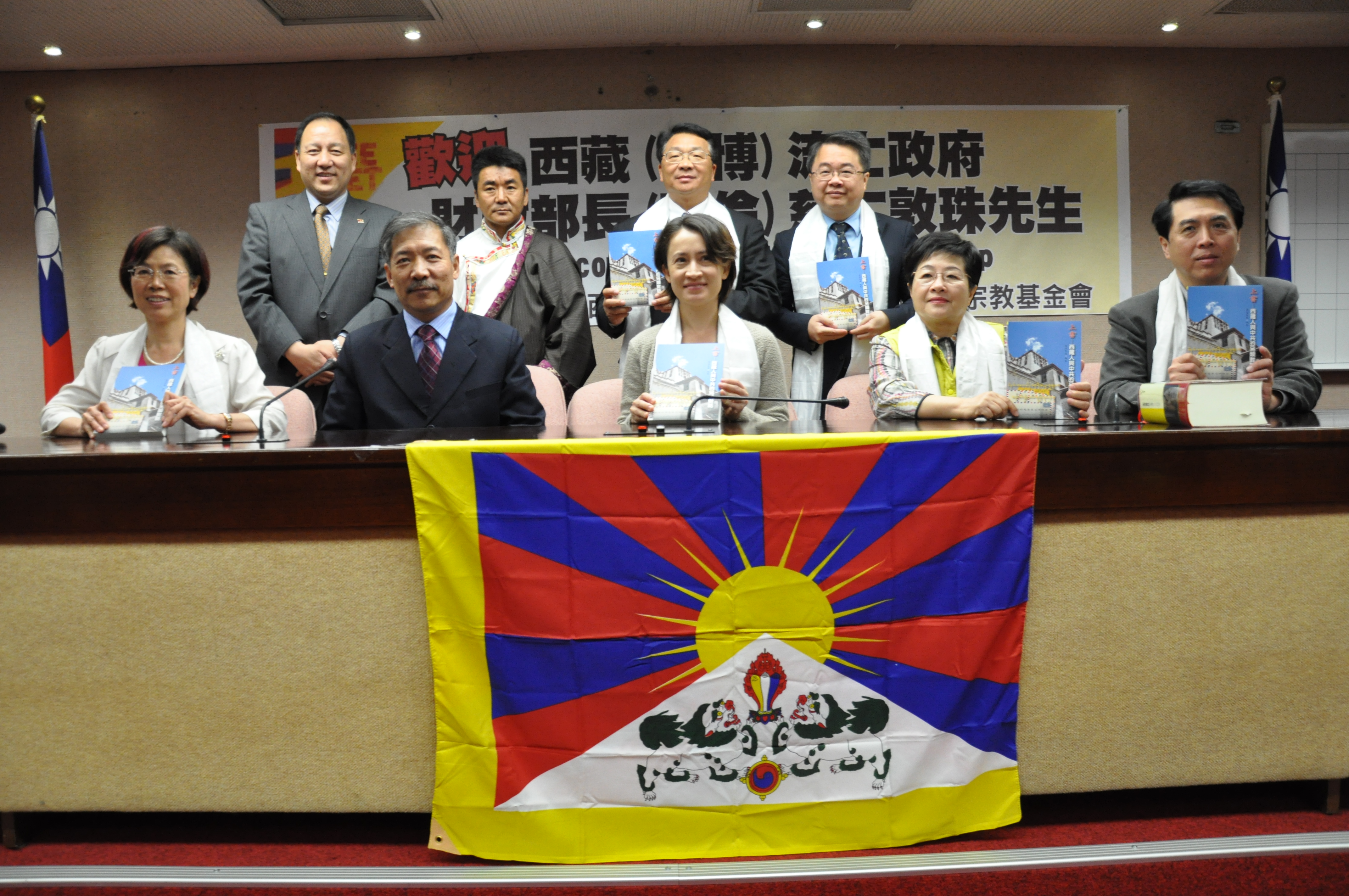
前排右二（2013年西藏流亡政府/藏人行政中央)財政部長拜會立法院)

陳節如（1944年3月3日—），臺灣宜蘭縣人，中華民國政治人物，身心障礙者權益推動人士，臺灣社会福利界知名人士，曾代表民主進步黨出任第7、8屆立法委員，連續兩次領銜、擔任該黨全國不分區立委名單第一名（弱勢族群代表）。

## 經歷
- 中華民國智障者家長總會副理事長
- 臺灣社會福利總盟副理事長
- 臺灣社會福利總盟理事長
- 育成社會福利基金會董事長
- 中華民國殘障聯盟常務理事
- 行政院社會福利推動委員會委員
- 內政部身心障礙者保護委員會委員
- 行政院勞工委員會委員
- 第7屆立法委員
- 第8屆立法委員

## 外部連結
- 部落格：節如媽媽部落格 （页面存档备份，存于）
- 相關文章：我們沒有理由不繼續奮鬥下去 （页面存档备份，存于）
- 陳節如 （页面存档备份，存于）
- 陳節如的Facebook專頁

Template:第7屆中華民國立法委員不分區名單